# Benjamin Idelson
Benjamin Idelson (hebräisch בנימין  אידלסון, geboren am 1. April 1911 in Sankt Petersburg, Russisches Kaiserreich; gestorben am 30. November 1972 in Tel Aviv, Israel) war ein israelischer Architekt und Träger des Israel-Preises für Architektur (1968). Er prägte die moderne israelische Architektur durch seine funktionalistischen und minimalistischen Entwürfe und war an der Gestaltung zahlreicher öffentlicher Gebäude beteiligt.

## Leben

### Herkunft und frühe Jahre
Benjamin Idelson wurde als Sohn eines russischen zionistischen Führers in Sankt Petersburg geboren. Nach dem Tod seines Vaters wanderte er 1925 im Alter von 14 Jahren gemeinsam mit seiner Mutter und seiner Schwester nach Palästina aus. Seine Schulausbildung schloss er 1929 als Mitglied des 17. Jahrgangs an der Herzliya-Gymnasium in Tel Aviv ab.
Von 1930 bis 1934 studierte Idelson Architektur an der Universität Gent in Belgien. Nach seiner Rückkehr nach Palästina 1934 arbeitete er zunächst in verschiedenen Architekturbüros, bevor er 1944 in das Büro des Architekten Arieh Sharon eintrat.

### Partnerschaft mit Arieh Sharon (1948–1964)
Als Sharon 1948 zum Leiter der staatlichen Planungsbehörde im Büro des Ministerpräsidenten ernannt wurde, übernahm Idelson die Leitung des privaten Architekturbüros und wurde später Sharons Partner. Die Zusammenarbeit zwischen Sharon und Idelson von 1948 bis 1964 war geprägt von funktionalistischen und minimalistischen Entwürfen, die dem Geist der Sparsamkeitszeit im jungen Staat Israel entsprachen.
Zu den bedeutendsten gemeinsamen Projekten dieser Zeit gehörten:
- Stufenbau in Nazareth Illit: Hier wurde erstmals die Terrassenbauweise auf bergiger Topografie angewandt, was zu einem Prototyp für weitere Berglandsiedlungen wurde.
- Beilinson-Krankenhaus in Petach Tikwa: Das 1955 fertiggestellte Krankenhaus wurde bereits bei seiner Eröffnung zum Prototyp für Gebäude mit komplexen medizinischen Systemen.
- Gebäude der Jüdischen Agentur am Kaplan-Platz in Tel Aviv: Ein repräsentativer Verwaltungsbau im funktionalistischen Stil.
- Michael and Anna Wix Auditorium am Weizmann-Institut für Wissenschaften in Rehovot (1955): Das größte Auditorium des Campus mit 620 Sitzplätzen, ein herausragendes Beispiel modernistischer Architektur.[3]
- Medizinisches Zentrum Soroka in Be’er Scheva: Eines der wichtigsten Projekte der Partnerschaft, das von 1955 bis 1962 als Regionalkrankenhaus errichtet wurde.

1957 erhielten Sharon und Idelson gemeinsam den Rokach-Preis für den Entwurf des Beit Lessin Theaters in Tel Aviv.
Ihr Büro entwickelte sich zu einem Anziehungspunkt für junge Architekten, von denen viele später selbst bedeutende Architekten wurden, darunter Abraham Yasky und Shimon Powsner.

### Partnerschaft mit Gerschon Tzipor (1964–1972)
1964 trennte sich Idelson von Sharon und ging eine Partnerschaft mit dem Architekten Gerschon Tzipor (1931–2012) ein, die bis zu seinem Tod 1972 andauerte. Zeitweise war auch der Architekt Yaakov Hertz als Partner beteiligt.
Bedeutende Projekte dieser Phase:
- Psychiatrisches Krankenhaus „Ezrat Nashim“ in Jerusalem: Ein spezialisierter Klinikbau für psychische Gesundheit.
- Gedenkstätte Ammunition Hill in Jerusalem: Eine größtenteils unterirdische Gedenkstätte für die Gefallenen des Sechstagekrieges (1967), die 1974 eröffnet wurde.[4]
- Wasserturm am Campus der Hebräischen Universität auf dem Skopusberg: Ein markantes Wahrzeichen des Universitätscampus.
- London Ministore Komplex in Tel Aviv: Ein gewerblicher Büroturm.
- Al-Schifa-Krankenhaus in Gaza (nach 1967): Ein umfassendes Krankenhausprojekt, das nach dem Sechstagekrieg im Rahmen der israelischen Infrastrukturentwicklung in den besetzten Gebieten entstand.[5]

### Projekte am Weizmann-Institut
Idelson war maßgeblich an der architektonischen Gestaltung des Weizmann-Instituts beteiligt. Neben dem Wix Auditorium entstanden unter seiner Beteiligung:
- Perlman Chemical Sciences Building (1972, mit Gershon Zippor): Charakterisiert durch abgeschrägte Linien an Fenstern und Ecken, ein typisches Merkmal der Architektur der 1960er und 1970er Jahre.[6]
- Wolfson Building for Biological Research (1968, mit Gershon Zippor, Nahum Zalkind und Moshe Harel): Ein sechsstöckiges Forschungsgebäude, eines der massivsten Gebäude des Campus.
- San Martin Faculty Clubhouse (1959 mit Sharon, Umbau 1966 mit Zippor): Ursprünglich als Verwaltungsgebäude konzipiert, später als Gästehaus umgestaltet.

## Auszeichnungen und Ehrungen
1968 erhielt Benjamin Idelson den Israel-Preis für Architektur, die höchste zivile Auszeichnung des Staates Israel. Diese Ehrung würdigte seinen bedeutenden Beitrag zur Entwicklung der modernen israelischen Architektur.

## Tod und Vermächtnis
Benjamin Idelson starb am 30. November 1972 nach längerer Krankheit in Tel Aviv. Er wurde auf dem Friedhof Kiryat Shaul beigesetzt. Sein langjähriger Partner Gershon Zippor führte das Architekturbüro nach seinem Tod bis 1990 weiter.
Idelsons architektonisches Schaffen prägte die Entwicklung der israelischen Architektur in der Gründungszeit des Staates. Seine funktionalistischen und minimalistischen Entwürfe spiegelten den Pragmatismus und die Sparsamkeit der frühen israelischen Jahre wider, während sie gleichzeitig hohe ästhetische und technische Standards setzten.

## Architektonischer Stil und Bedeutung
Idelson gehörte zur Generation israelischer Architekten, die den Internationalen Stil und die Prinzipien des Funktionalismus nach Israel brachten. Seine Arbeiten zeichneten sich durch klare geometrische Formen, die Betonung der Funktion über das Ornament und die Anpassung an die klimatischen Bedingungen des Nahen Ostens aus. Besonders innovativ war sein Umgang mit schwierigen topographischen Verhältnissen, wie beim Stufenbau in Nazareth Illit.